# Palliduphantes bayrami
Espèce
Palliduphantes bayrami est une espèce d'araignées aranéomorphes de la famille des Linyphiidae.

## Distribution
Cette espèce est endémique de la province de Karaman en Turquie,. Elle se rencontre dans la grotte Manaspoli Mağarası.

## Description
Le mâle holotype mesure 2,03 mm et la femelle paratype 2,52 mm.

## Étymologie
Cette espèce est nommée en l'honneur d'Abdullah Bayram.

## Publication originale
- Demir, Topçu & Seyyar, 2008 : A new species of Palliduphantes from Turkish caves (Araneae: Linyphiidae). Entomological News, vol. 119, no 1, p. 43-46 (texte intégral).